# Egypt (Arkansas)
Egypt est une municipalité du comté de Craighead, dans l'État de l'Arkansas aux États-Unis.

## Démographie
| 1990 | 2000 | 2010 | - | - | - |
| ---- | ---- | ---- | - | - | - |
| 123  | 101  | 112  | - | - | - |